# Legend of Illusion Starring Mickey Mouse
Legend of Illusion Starring Mickey Mouse es un videojuego de plataformas publicado originalmente por Sega para su portátil Game Gear en 1995. A finales de 1998, Tec Toy publicó una conversión para Master System destinada al mercado brasileño. Es el último juego de la serie Illusion de videojuegos de Disney.